# Trintvällan
Trintvällan är en sjö i Norrköpings kommun i Östergötland och ingår i Kilaån-Motala ströms kustområde. Sjön har en area på 0,1 kvadratkilometer och ligger 100,2 meter över havet.

## Delavrinningsområde
Trintvällan ingår i det delavrinningsområde (650047-152134) som SMHI kallar för Rinner mot Motala Ström. Medelhöjden är 38 meter över havet och ytan är 23,15 kvadratkilometer. Det finns inga avrinningsområden uppströms utan avrinningsområdet är högsta punkten. Avrinningsområdets utflöde mynnar i havet, utan att ha någon enskild mynningsplats. Avrinningsområdet består mestadels av skog (25 procent), öppen mark (16 procent) och jordbruk (36 procent). Avrinningsområdet har 0,1 kvadratkilometer vattenytor vilket ger det en sjöprocent på 0,4 procent. Bebyggelsen i området täcker en yta av 5,05 kvadratkilometer eller 22 procent av avrinningsområdet.